# Mauçana
Mauçana o Maussana deis Aupilhas (en francès Maussane-les-Alpilles) és un municipi francès situat al departament de les Boques del Roine i a la regió de Provença – Alps – Costa Blava.

## Situació geogràfica
Està situada a pocs kilòmetres al sud del poble medieval de Baus, i entre Marsella, Avinyó i Arle la seva capital fiscal. Pertany al departament de Boques del Roine. Aquest lloc pertanya a la continuació dels Alps francesos. Té 40 km de longitud i passa a prop de la localitat, el riu Roine.
Maussana deis Aupilhas està ple de valls i planures. Hi ha garrigues, boscos (roures, pins, cedres, ...) un pantà, pujols, i una fauna i flora molt rica. Per aquest poble passa la famosa via romana, Via Aurelia. És un poble tranquil, petit, típic de la Provença on viuen 2000 habitants, i que es dedica principalment a l'agricultura, a la ramaderia, al turisme, a la producció pròpia d'oli d'oliva, melmelada i mel.
En aquesta zona es pot arribar a cultivar fins a 960 espècies de verdures. Es pot trobar 90 espècies d'ocells i és coneguda per tenir-ne una variació de 19 tipus de rata-pinyades i centenars espècies d'insectes.

## Demografia
| Evolució de la població |       |       |       |       |       |       |       |       |
| 1793                    | 1800  | 1806  | 1821  | 1831  | 1836  | 1841  | 1846  | 1851  |
| -                       | 1 435 | 1 372 | 1 495 | 1 402 | 1 417 | 1 402 | 1 446 | 1 545 |

| 1856  | 1861  | 1866  | 1872  | 1876  | 1881  | 1886  | 1891  | 1896  |
| ----- | ----- | ----- | ----- | ----- | ----- | ----- | ----- | ----- |
| 1 657 | 1 742 | 1 773 | 1 625 | 1 567 | 1 541 | 1 392 | 1 383 | 1 372 |

| 1901  | 1906  | 1911  | 1921  | 1926  | 1931  | 1936  | 1946  | 1954  |
| ----- | ----- | ----- | ----- | ----- | ----- | ----- | ----- | ----- |
| 1 426 | 1 307 | 1 356 | 1 286 | 1 236 | 1 171 | 1 111 | 1 150 | 1 153 |

| 1962  | 1968  | 1975  | 1982  | 1990  | 1999  | 2006 | 2011 | 2016 |
| ----- | ----- | ----- | ----- | ----- | ----- | ---- | ---- | ---- |
| 1 212 | 1 251 | 1 352 | 1 514 | 1 886 | 1 968 | -    | -    | -    |

| 2019 | - | - | - | - | - | - | - | - |
| ---- | - | - | - | - | - | - | - | - |
| -    | - | - | - | - | - | - | - | - |

## Administració
| Període | Identitat   | Partit |
| ------- | ----------- | ------ |
| 1989-   | Jack Sautel |        |

## Monuments
Entre els seus monuments destaquen:
- Església de la Santa Creu (Le Sainte Croix) construïda en 1754 i que conté un tros de la creu de Crist.
- Capella de Sant Roc -construïda en 1720 després d'una gran epidèmia que assolà la Provença.
- La Font de les Quatre Estacions.

## Tradicions
Aquest poble té una gran devoció per tres dels principals patrons de Provença: Sant Eloï (Protector dels animals, dels pagesos, i dels ferrers), Sant Marc (patró dels cultivadors del vi) i Sant Roc (Patró dels peregrins i dels forners). aquests sants patrons tenen un lloc destacat a la vila.

## Gent relacionada amb Maussana deis Aupilhas
- Jean Reno i Zofia Borucka.

## Agermanaments
- Montopoli in Val d'Arno